# Sonia Boyce
Dame Sonia Dawn Boyce DBE RA (* März 1962 in London, Vereinigtes Königreich) ist eine britische afrokaribische Künstlerin und Hochschullehrerin. Sie ist Professorin für Black Art und Design an der University of the Arts London und war Professorin an der Middlesex University in London.

## Leben
Boyce ist die Tochter von Eltern, die zur Windrush-Generation aus Barbados gehörten. Ihr Vater kam Anfang der 1950er Jahre nach England und arbeitete als Filmvorführer in einem Kino in Camden Town, als er Boyces Mutter kennenlernte, die einige Jahre später nach London gekommen war, um als Krankenschwester und später nebenbei als Näherin in einer der Bekleidungsfabriken in Whitechapel zu arbeiten. Boyce studierte von 1979 bis 1980 am East Ham College of Art and Technology und dann von 1980 bis 1983 am Stourbridge College of Art and Technology, wo sie den Bachelor of Art (Hons) erhielt. 1982 nahm sie an der ersten nationalen Konferenz schwarzer Künstler in Wolverhampton teil, wo sie die in Tansania geborene Malerin Lubaina Himid kennenlernte.
Von 1996 bis 2002 war sie als Postdoktorandin an der University of East London Direktorin des AAVAA (African and Asian Visual Artists Archive) und leitete ein Forschungszentrum zur Arbeit zeitgenössischer Künstler afrikanischer und asiatischer Herkunft, die im Vereinigten Königreich tätig sind. Von 2004 bis 2005 war sie NESTA Artist Fellow des National Endowment for Science, Technology and the Arts (NESTA). Von 2008 bis 2011 absolvierte sie ein AHRC-Forschungsstipendium am Centre for Drawing des Wimbledon College of Art and Design der University of the Arts London, mit dem Abschlussprojekt The Future is Social.
Von 2012 bis 2017 war Boyce Professor of Fine Art an der Middlesex University und 2014 wurde sie Professorin an der University of the Arts London.
Als erste Vorsitzende für Black Art & Design leitete sie ein dreijähriges Forschungsprojekt zu schwarzen Künstlern und Modernismus, das 2018 zu einer BBC-Dokumentation mit dem Titel Whoever Heard of a Black Artist? Britain’s Hidden Art History (2018) führte.
Boyces hat zwei Töchter mit ihrem Partner, dem Kurator David A. Bailey.

## Werk
Boyces Arbeit umfasst eine Vielzahl von Medien wie Zeichnung, Druck, Fotografie, Video und Ton. Seit 1983 hat Boyce in Großbritannien und international ausgestellt. 1989 war sie war eine der vier Künstlerinnen, die 1989 in der Ausstellung The Other Story in der Hayward Gallery in London vertreten war, der ersten Retrospektive des britischen afrikanischen, karibischen und asiatischen Modernismus. Seitdem hat sich Boyce zunehmend der Arbeit mit Fotografie und Installation zugewandt.
Boyce erlangte erstmals in den 1980er Jahren als Teil der Black-Arts-Bewegung ihres Landes Bekanntheit, neben Künstlern wie Rasheed Araeen, Lubaina Himid und Shakka Dedi. Damals fertigte Boyce figurative Zeichnungen und Fotocollagen an. Später wurde ihre Praxis um eine soziale Dimension erweitert und beinhaltete Gesang und Tanz. Seit den 1990er Jahren hat Boyces Praxis einen eher multimedialen und improvisatorischen Ansatz verfolgt, indem sie Menschen zusammenbringt, um über die Vergangenheit und die Gegenwart zu sprechen oder zu singen.
They’re Almost Like Twins war 1995 eine Installation, die aus zwei identischen fotografischen Selbstporträts bestand, die in deutlichen Kontrasten auf Vinyl-Leinwand gedruckt wurden. In den 1990er nutzte sie auch Tapeten, Performances, Webereien und gezeichnete Texte.
2011 drehte Boyce Network, einen Film für Peckham Platform (damals Peckham Space). Der Film untersucht, wie Formen der sozialen Kommunikation wie Mobiltelefone und soziale Netzwerke wie Facebook für junge Menschen zu den beliebtesten Möglichkeiten geworden sind, ihre Beziehungen zu Freunden und Familie aufrechtzuerhalten.
Im Laufe der Jahre diskutieren Boyces Arbeiten weniger über die Sichtweise und den Platz schwarzer und rassisierter Menschen in einer dekolonialen Situation als vielmehr über die Machtverhältnisse, die in irgendeiner Form von Intersubjektivität wirken. For You, Only You ist eine Videoinstallation, die aus einer gesungenen Aufführung der Motette Tu solus qui facis mirabilia (von Josquin Des Prés) in der Kapelle des Magdalen College in Oxford besteht. Der Alamire-Chor unter der Leitung von David Skinner tritt in einen Dialog mit dem Sänger Mikhail Karikis. Diese Form der störenden Konversation erreicht ihren „lustigen“ Höhepunkt im Video Exquisite Cacophony (2015), das auf der Biennale von Venedig 2015 präsentiert wurde. Hier wechseln sich zufällige Witze, Kakophonien und Stimmspiele in der Tradition des Dada-Gedichts Ursonate(1932) von Kurt Schwitters ab.
Die Videoinstallation We Move in Her Way (2016–2017) besteht aus einem gestischen, gesanglichen und performativen Teil, der mit Elaine Mitchener produziert wurde, und einem bewegten Teil, der von der Choreografin Barbara Gamper und ihren Tänzern vorgeschlagen wurde.

### Devotional
In ihrer kollaborative Praxis arbeitet Boyce seit 1999 mit Sängern und Tänzern sowie mit Museumsmitarbeitern und einem bestimmten Publikum zusammen, um ein Archiv schwarzer britischer Sängerinnen und Darstellerinnen zu entwickeln.
Das Devotional-Musikprojekt begann 1999, als sie eingeladen wurde, mit einer Wohltätigkeitsorganisation, den Liverpool Black Sisters, in Toxteth zusammenzuarbeiten. Der Plan war, ein sechsmonatiges Projekt durchzuführen und ein Kunstwerk zu schaffen. Am Ende dieses sechsmonatigen Zeitraums waren 46 Namen zusammengetragen worden. Mit Hilfe der Gruppe erstellte Boyce eine Ausstellung mit Ton und Collagen und Plakaten und ihrer typischen Tapete, die den Künstlern und ihren Geschichten gewidmet war. Es wurden ihr immer mehr Platten zugesandt und die Devotional-Liste für Venedig umfasste 350 Namen, die bis in die Mitte des 19. Jahrhunderts zurückreichen.
Six Acts (2018) besteht aus einem Hintergrundbild und einem Video in sechs Teilen und untersucht die Politik des Erwerbs, der Vermittlung und der Ausstellung in öffentlichen Museen anhand eines Ansatzes zu Geschlecht, Rasse und Sexualität. Als Ergebnis des regelmäßigen Austauschs zu diesem Thema zwischen Mitgliedern des Teams der Manchester Art Gallery und seinem Publikum untersucht dieser Abend gefilmter Performances insbesondere eine Inszenierung von Ira Aldridge in Othello, in der Drag-Künstler auf Arbeiten in der Sammlung oder sogar die Abschaffung eines problematischen Gemäldes Hylas und die Nymphen (1896) von John William Waterhouse (1849–1917) reagieren.

### Black Artists and Modernism
Das Projekt Devotional verlief parallel zu einem dreijährigen Projekt des Arts and Humanities Research Council mit dem Titel Black Artists and Modernism, das sie leitete und das in der Manchester Art Gallery präsentiert wurde. Für dieses Programm begab sie sich mit Hilfe von der Wohltätigkeitsorganisation Art UK, die alle in öffentlichem Besitz befindlichen Gemälde in Großbritannien katalogisierte und der Öffentlichkeit zugänglich machte, auf die Suche in den unterirdischen Lagerräumen und Gewölben von 30 Museen und Galerien. Im Rahmen des Projekts wurden 2.000 Werke schwarzer und asiatischer britischer Künstler entdeckt, die im letzten Jahrhundert gekauft, aber nie ausgestellt worden waren, sondern unter der Erde gelagert wurden.

### Exquisite CacophonyundPaper Tiger Whisky Soap Theatre (Dada Nice)
In Exquisite Cacophony, dem Video, das sie für die Biennale in Venedig 2015 drehte, tritt der US-Rapper Astronautalis mit der Sängerin Elaine Mitchener bei einem Auftritt auf, der im Victoria and Albert Museum in London gefilmt wurde. Das Duo hatte sich zuvor nur einmal getroffen, hatte nicht geprobt und bat das Publikum, Themen für die Diskussion vorzuschlagen.
Für Paper Tiger Whisky Soap Theatre (Dada Nice), ein ebenfalls 2015 gedrehtes Video, filmte ihr Team eine improvisierte zweistündige Theatersitzung von Studenten der Kunsthochschule Villa Arson in Nizza. Studenten verschiedener Nationalitäten stehen im Kreis und flüstern sich abwechselnd Worte zu. Als diese verstümmelt und falsch übersetzt werden, kichern die Studenten und lachen dann. Zunächst scheint das Spiel belanglos. Doch wie alle ihre Arbeiten vermittelt es im weiteren Verlauf eine politische Botschaft.

### Yes, I Hear You
Boyces Yes, I Hear You basiert auf dem Austausch von Zeugenaussagen und aufmerksamem Zuhören und fragt danach, wie unterschiedliche Menschen und Systeme die Komplexität zwischenmenschlicher Beziehungen wahrnehmen. Diese Videoinstallation ist das Ergebnis von zwei Jahren Forschung, die Interviews, Workshops, Besprechungen und performative Sitzungen mit Menschen umfasste, die sich als Überlebende häuslicher Gewalt identifizieren, mit Menschen, die Schaden zugefügt haben, sowie mit Pflegekräften, Schadensminderungsbeauftragten und Therapeuten, die Menschen unterstützen, die direkt von häuslicher Gewalt betroffen sind.

## Mixing It Up: An Intergenerational Perspective
Mixing It Up: An Intergenerational Perspective ist eine Serie von fünf Kurzfilmen, die in Zusammenarbeit von Artquest und New Work Network erstellt wurden. Diese Filme dokumentieren Dialoge zwischen zwei Künstlern/Künstlergruppen aus unterschiedlichen Generationen und untersuchen Ähnlichkeiten und Unterschiede zwischen den Kontexten, Methoden und Bedingungen der jeweiligen künstlerischen Praxis der späten 60er Jahre und der Gegenwart. Sie untersuchen auch Ansätze zur Aufrechterhaltung der Praxis über die Jahre hinweg sowohl aus praktischer als auch aus kritischer Perspektive.
Im Folgenden treten die Künstlerinnen Barby Asante und Sonia Boyce im Dialog auf:
- Datei:Mixing_It_Up_An_Intergenerational_Perspective,_Barby_Asante_and_Sonia_Boyce.webm

Boyces Werke befinden sich in den Sammlungen der Tate Gallery of Modern Art in London, des Victoria & Albert Museum in London, der Arts Council Collection in London, der Government Art Collection in London, der British Council Collection in London und der Pallant House Gallery in Chichester.

## Auszeichnungen (Auswahl)
- 2007: Member des Order of the British Empire (MBE)
- 2016: Mitglied der Royal Academy
- 2016: Paul Hamlyn Artist Award
- 2019: Officer des Order of the British Empire (OBE)
- 2019: Ehrendoktorwürde des Royal College of Art
- 2022: Honorary Fellow der Norwich University of the Arts
- 2023: Ehrendoktorwürde der Courtauld Institute of Art and Birmingham City University
- 2020: ausgewählt, das Vereinigte Königreich bei der 59. Biennale von Venedig zu vertreten
- 2022: Goldener Löwe der Biennale von Venedig für ihr Werk Feeling Her Way[12]
- 2023: Mitglied der American Academy of Arts and Sciences
- 2024: Nobilitierung als Dame Commander des Order of the British Empire[13]
- 2024: Ehrenmitglied (Honorary Fellow) der British Academy

## Veröffentlichungen
- mit Dorothy Price: Rethinking British Art. Black Artists and Modernism. In: Art History Journal. Nr. 2, Band 44, London 2021.
- mit David A. Bailey, Ian Baucom: Shades of Black. Assembling Black Art in 1980s Britain. Duke University Press, Durham 2005.

## Ausstellungen (Auswahl)

### Einzelausstellungen
- 1986: Conversations, The Black-Art Gallery, London
- 1986: Sonia Boyce, Air Gallery, London
- 1988: Sonia Boyce: recent work, Whitechapel Art Gallery, London
- 1991: Something Else, Vanessa Devereux Gallery, London
- 1993: Do You Want To Touch?, 181 Gallery, London
- 1995: Sonia Boyce: PEEP, Royal Pavilion Art Gallery, Brighton
- 2001: Recent Sonia Boyce: La, La, La, Reed College, Portland, Oregon
- 2007: Devotional, National Portrait Gallery, London
- 2007/2008: For you, only you, Ruskin School of Drawing & Fine Art, Oxford University
- 2007/2008: Crop Over, Harewood House, Leeds, und Barbados Museum & Historical Society
- 2009–2010: Like Love – Part One, Spike Island, Bristol, und Wanderausstellung
- 2013: Scat – Sound and Collaboration, Iniva, Rivington Place, London
- 2016: Paper Tiger Whisky Soap Theatre (Dada Nice), Villa Arson, Nizza
- 2018: Manchester Art Gallery
- 2020: Sonia Boyce. In the Castle of My Skin, Birmingham
- 2021: Newham Trackside Wall, Royal Docks, Crossrail, London
- 2022: Sonia Boyce. Feeling Her Way, La Biennale di Venezia, Britischer Pavillon, 59. Internationale Kunstausstellung, Venedig, Italien (Wanderausstellung)
- 2022: Wie man eine Sammlung (nicht) präsentiert: Eine Neupräsentation von One of Six Acts. Ain’t Misbehavin, Spreeufer, Berlin
- 2022: Sonia Boyce. The Disorderly, Apalazzo Gallery, Brescia, Italien
- 2022: Sonia Boxce. Just for the Record, Simon Lee Gallery, London, Großbritannien
- 2023: Sonia Boyce. Feeling Her Way, Leeds Art Gallery, Leeds, Großbritannien (Wanderausstellung)
- 2023: Sonia Boyce. Feeling Her Way, Turner Contemporary, Margate, Großbritannien (Wanderausstellung)
- 2024: Sonia Boyce. Feeling Her Way, PHI Foundation for Contemporary Art, Montreal, Kanada (Wanderausstellung)
- 2024: Sonia Boyce. Benevolence, part of: Pensare Come una Montagna, Gamec, Palazzo della Ragione, Bergamo, Italien

### Gruppenausstellungen
- 1983: Five Black Women, Africa Centre, London
- 1983: Black Woman Time Now, Battersea Arts Centre, London
- 1984: Strip Language, Gimpel Fils, London
- 1984: Into The Open, Mappin Art Gallery, Sheffield
- 1984: Heroes And Heroines, The Black-Art Gallery, London
- 1985: Room At The Top, Nicola Jacobs Gallery, London
- 1985: Blackskins/Bluecoat, Bluecoat Gallery, Liverpool
- 1985: Celebrations/Demonstrations, St Matthews Meeting Place, London
- 1985: No More Little White Lies, Chapter Arts Centre, Cardiff
- 1985: Reflections, Riverside Studios, London
- 1985: The Thin Black Line, ICA, London
- 1985: From Generation To Generation, Black Art Gallery, London
- 1986: Some Of Us Are Brave – All Of Us Are Strong, Black Art Gallery London
- 1986: Unrecorded Truths, Elbow Room, London
- 1986: From Two Worlds, Whitechapel Art Gallery, London
- 1986: Caribbean Expressions In Britain, Leicestershire Museum and Art Gallery
- 1986: Basel Art Fair, Schweiz
- 1986: State Of The Art, ICA, London
- 1986: A Cabinet Of Drawings, Gimpel Fils, London
- 1987: The Image Employed – The Use Of Narrative In Black Art, Cornerhouse, Manchester
- 1987: Critical Realism, Nottingham Castle Museum and Art Gallery
- 1987: Basel Art Fair, Schweiz
- 1987: Royal Overseas League, London
- 1988: The Essential Black Art, Chisenhale Gallery, London
- 1988: The Impossible Self, Winnipeg Art Gallery, Winnipeg
- 1988: The Thatcher Years, Angela Flowers Gallery, London
- 1988: Fashioning Feminine Identities, University of Essex, Colchester
- 1988: Along The Lines of Resistance, Cooper Art Gallery, Barnsley
- 1989: The Wedding, Mappin Art Gallery, Sheffield
- 1989: The Other Story, Hayward Gallery, London
- 1989: The Cuban Biennale, Wifredo Lam Cultural Centre, Havanna
- 1990: The British Art Show, McLellan Galleries, Glasgow
- 1990: Distinguishing Marks, University of London
- 1990: The Invisible City, Photographers Gallery, London
- 1990: Black Markets, Cornerhouse, Manchester
- 1991: Delfina Open Studios, London
- 1991: Shocks To The System, Southbank Centre, London
- 1991: Delfina Annual Summer Show, London
- 1991: An English Summer, Palazzo della Crepadona, Belluna, Italien
- 1991: Photo Video, Photographers' Gallery, London
- 1992: Delfina Annual Summer Show, London
- 1992: White Noise, IKON-Gallery, Birmingham
- 1992: Northern Adventures, Camden Arts Centre and St Pancras Station, London
- 1992: Nosepaint Artist Club, London
- 1992: Innocence And Experience, Manchester City Art Galleries
- 1993: New England Purpose Built: Long Distance Information, Real Art Ways, Hartford
- 1994: Thinking Aloud, Small Mansions Art Centre, London (1994)
- 1994: Wish You Were Here, BANK, London
- 1994: Glass Vitrine, INIVA Launch, London
- 1994: Free Stories, LA Galerie, Frankfurt
- 1995: Portable Fabric Shelters, London Printworks Trust, London
- 1995: Fetishism, Brighton Museum, Brighton
- 1995: Mirage, ICA, London
- 1995: Photogenetic, Street Level, Glasgow
- 1995: Cottage Industry, Beaconsfield, London
- 1996: Picturing Blackness in British Art, Tate, London
- 1996: Kiss This, Focalpoint Gallery, Southend
- 2000: Video Positive: the Other Side of Zero, Bluecoat Gallery, Liverpool
- 2000: New Woman Narratives, World-Wide Video Festival, Amsterdam
- 2001: Century City: Art and Culture in the Modern Metropolis, Tate Modern, London
- 2005: Sharjah International Biennial: 7, Sharjah
- 2008: Menschen und Orte, Kunstverein Konstanz, Konstanz
- 2009: Praxis: Art in Times of Uncertainty, Thessaloniki Biennal 2, Griechenland
- 2010: Afro Modern: Journeys through the Black Atlantic, Tate Liverpool
- 2010: Walls Are Talking: Wallpaper, Art and Culture, Whitworth Art Gallery, Manchester
- 2010: Griot Girlz: Feminist Art and the Black Atlantic, Künstlerhaus Büchenhausen, Innsbruck
- 2010: ¡Afuera! Art in Public Spaces, Centro Cultural España/Cordoba, Argentinien
- 2011: 8+8 Contemporary International Video Art, 53 Museum, Guangzhou
- 2911: The Impossible Community, Moscow Museum of Modern Art
- 2011: Coming Ashore, Berardo Collection Museum/P-28 Container Project, Lissabon
- 2011: Black Sound White Cube, Kunstquartier Bethanien, Berlin
- 2012: Migrations: Journeys into British Art, Tate Britain
- 2012: There is no archive in which nothing gets lost, Museum of Fine Arts, Houston
- 2013: Play! Re-capturing the Radical Imagination, Göteborg International Biennial of Contemporary Art
- 2013: Keywords, Rivington Place, London
- 2015: All the World’s Futures, 56th Venice Biennale of Contemporary Art, Venedig
- 2024: The Time of Our Lives, Drawing Room, London
- 2024: Entangled Pasts 1768–now. Art, Colonialism and Change, Royal Academy of Arts, London
- 2024: Friends in Love and War. L’Éloge des meilleur·es ennemi·es, Musée d’Art Contemporain Lyon, Lyon (Wanderausstellung)

## Veröffentlichungen
- Like Love. The Green Box, Berlin 2010, ISBN 978-3-941644-16-8.